# میدان فاطمی

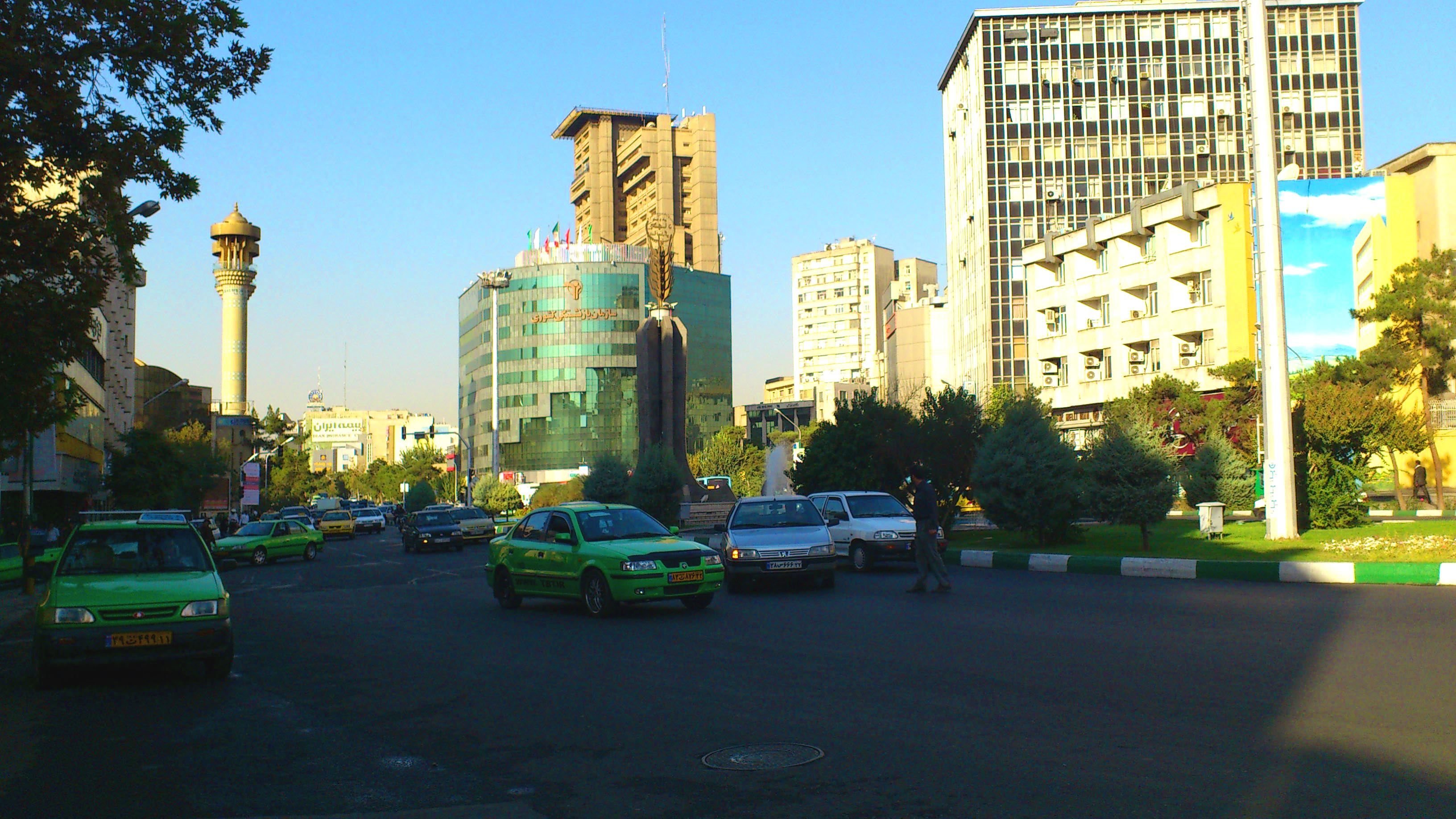
میدان فاطمی

میدان فاطمی یکی از میدان‌های اصلی تهران است که در خیابان فاطمی واقع شده‌است. نام این میدان برگرفته از نام دکتر حسین فاطمی است. نام دیگر این میدان، میدان جهاد است. از ساختمان‌های مهم در اطراف این میدان می‌توان به ساختمان سازمان آب اشاره کرد. مسجد نور هم با معماری زیبا دراین میدان قرار دارد.

## ترافیک
ترافیک سنگین خودروها در میدان فاطمی به عنوان یکی از میادین اصلی و پرتردد تهران، علاوه بر تبدیل این میدان به پارکینگ بزرگی از خودرو، مشکلات بسیاری را برای عبور و مرور شهروندان از این منطقه تهران به دنبال داشته‌است.
علاوه بر مرکزیت میدان فاطمی در محورهای ترددی پایتخت، وجود وزارت کشور ایران، مراکز اداری و دفاتر شرکت‌های خصوصی و دولتی در این منطقه نیز موجب شده تا شمار خودروهای ترددکننده در این نقطه از پایتخت به‌طور قابل ملاحظه‌ای افزایش یابد. داروخانه شبانه روزی فردوسی در این میدان هم بر میزان ترافیک منطقه می افزاید.
ساختمان وزارت کشور و تالار بزرگ کشور که متعلق به وزارت کشور ایران است در نزدیکی این میدان جای گرفته‌اند. تالار کشور به عنوان یکی از معدود مراکز بزرگ تجمعی شهروندان جهت برگزاری همایش‌ها، کنسرت‌های موسیقی، گردهمایی‌ها و حتی جشن‌های خیریه‌است که تقریباً همه روزه به خصوص عصرها ترافیک سنیگنی را در این منطقه از پایتخت پیش روی شهروندان قرار داده‌است.